# Effingham (Illinois)
Effingham ist eine Stadt und County Seat des Effingham County im südöstlichen Zentrum des US-amerikanischen Bundesstaates Illinois.
Das U.S. Census Bureau hat bei der Volkszählung 2020 eine Einwohnerzahl von 12.252 ermittelt.

## Geographie
Effingham liegt 153 Kilometer von St. Louis, 104 Kilometer von Terre Haute, 114 Kilometer von Champaign, und 94 Kilometer von Mt. Vernon in deren Ballungsraum.

## Geschichte
In der Gegend des heutigen Effingham siedelten sich um 1814 die ersten Pioniere entlang des Little Wabash River an. Nennenswertes Wachstum und wirtschaftlichen Aufschwung erfuhr die Stadt aber erst in den 1850er Jahren mit dem dortigen Bau der Eisenbahn. 1859 wurde Effingham dann zum County Seat erhoben.

## Söhne und Töchter der Stadt
- Ralph Herbert Turner (1919–2014), Soziologe
- Carl Kemme (* 1960), römisch-katholischer Geistlicher, Bischof von Wichita
- Jimmy Kite (* 1976), Automobilrennfahrer

## Veranstaltungen

Corvette Funfest 2007, Tag vor dem Besucheransturm

In Effingham findet an einem Wochenende im September das jährliche „Corvette Funfest“ auf dem Gelände der Mid America Motorworks Inc. statt. In den letzten Jahren waren bis zu 14.000 Corvette Enthusiasten inklusive ihrer Fahrzeuge zugegen. Die Besucher und auch die Teilnehmer kamen aus den meisten Staaten der USA und mehreren Ländern, unter anderem Deutschland, Frankreich, Belgien und Tschechien.